# 大久保寿夫
大久保 寿夫（大久保 壽夫、おおくぼ としお、1948年8月9日 - ）は、日本の政治家、農林官僚。元栃木県小山市長（5期）。

## 来歴
栃木県下都賀郡寒川村押切（のちの間々田町、現在の小山市押切）に生まれる。栃木県立栃木高等学校卒業。1971年（昭和46年）3月京都大学農学部卒業。1973年（昭和48年）3月、東京大学大学院修士課程修了。同年4月、農林水産省入省。
1997年（平成9年）、農林水産省本省室長就任。1999年（平成11年）、関東農政局建設部次長就任。
2000年（平成12年）7月16日に行われた小山市長選挙に立候補し、初当選した。
2013年（平成25年）7月6日、「ラムサール条約湿地登録1周年記念シンポジウム in おやま」を開催。
2016年（平成28年）、自民党・公明党の推薦を受けて立候補し、共産党推薦の新人を破り5選。

### 2020年小山市長選挙
2020年（令和2年）7月5日執行の市長選に、6選を目指して自民党・公明党の推薦を受けて立候補。選挙は弁護士の浅野正富との一騎打ちとなったが、両陣営とも票集計の足並みがそろわない開票作業に翻弄された。開票速報発表は21時から30分おきに行われ、21時半（開票率13％）の時点で大久保は5,000票、浅野は2,500票と2倍の差があった。22時 (34%) にはそれぞれ1万4,500票、6千票と、差はさらに開いた。大久保陣営では大きな拍手が湧いた。ところが、22時半 (62%) になると1千票差まで一気に縮まり、23時 (95%) には浅野3万2,500票、大久保2万4,500票とついに逆転。大久保は落選した。
小山市選挙管理委員会によると、原因は「読み違い」だという。「現職の情勢が有利と判断し、例にならって」大久保の票の集計や点検に担当職員の6割を充てた。そして、実際には優勢だった浅野の票を担当する人員が不足し、実質的に大久保の集計を終えてから浅野の集計を急ぐ形となった。
また、毎日新聞は7月6日付朝刊栃木版で、大久保を当選したと誤って報じた。誤報が掲載された新聞は宇都宮市や真岡市など県内の一部地域に配られた。同社のインターネットサイトでも同日朝、一時、配信された。

### 市長退任後
2021年11月3日、秋の叙勲において旭日中綬章を受章した。2021年12月より思川桜の歴史を漫画化する作業に取り掛かり、3人の娘の協力を得て『小山の思川桜誕生物語』として2023年に発行した。